# Nothing Is Sound
Nothing Is Sound —en español: Nada es sonido— es el quinto álbum de estudio de la banda estadounidense Switchfoot. Fue lanzado el 13 de septiembre de 2005 y debutó en el número tres en el Billboard 200. El primer sencillo de este álbum fue "Stars", que fue la canción número uno más añadido en Modern Rock Radio, y recibió mucho airplay en rock alternativo estaciones sobre la liberación. Un segundo sencillo "We Are One Tonight" fue lanzado a principios de 2006, pero sin mucho éxito en los Billboard charts.
El álbum se vio empañado por una gran controversia sobre la inclusión de la protección de copia XCP distribuidos en todas las copias del disco. Esto llevó al bajista Tim Foreman de la publicación de un detallado trabajo en torno a la página web de la banda (que fue retirado rápidamente por Columbia Records). Nothing Is Sound estuvo a la vanguardia del escándalo de prevención de copia de CD de Sony BMG, que finalmente llevó a la destitución de todos los CD que contenían la protección.

## Antecedentes
Después del gran éxito del anterior disco de Switchfoot, The Beautiful Letdown, la banda se vio constantemente de gira y fueron forzados a trabajar en la mayor parte del nuevo disco, mientras que en la carretera. Como resultado, muchas de las canciones de Nada es sólido hizo su debut público en diversos espectáculos en los tours. Todas las noches de gira, la banda escribiría partes a nuevas canciones y ponerlas a prueba durante los espectáculos. "No hay nada como jugar una nueva canción delante de personas reales con opiniones reales. La gente de esos programas, (la familia Switchfoot extendido ), que forma esta canción tanto como cualquiera ", el cantante Jon Foreman dijo.

## Recepción
En octubre, poco más de un mes después de su fecha de lanzamiento original, Nothing is Sound fue certificado oro por la RIAA por la venta de 500 000 copias. El ritmo increíble decayó considerablemente, a raíz de la revelación de Sony rootkit en los discos. El 1 de noviembre de 2006, en la edición de Billboard revista informó que nada es sonido había vendido 549 000 unidades. Debutó en el Billboard 200 en el número tres, siendo el más alto que cualquier álbum de Switchfoot ha puesto nunca. "Stars" es el mejor single de gráficos del álbum, llegando tan alto como 16 en la tabla de rock moderno, y el número 68 en el Billboard Hot 100.

## Protección contra copia controversia
En noviembre de 2005, se reveló que Sony estaba distribuyendo discos con Extended Copy Protection, una característica controversial que instala automáticamente rootkit software en cualquier Microsoft Windows de la máquina al insertar el disco. Además de evitar los contenidos CDs la copia, también se reveló que el software informó hábitos de escucha de los usuarios de nuevo a Sony y también expuso el equipo a los ataques maliciosos que explotaban características inseguras del software de rootkit. Aunque Sony se negó a liberar una lista de los CD afectados, la Electronic Frontier Foundation identificó Nothing Is Sound como uno de los discos con el software invasivo.
El bajista Tim Foreman publicado un camino alrededor de la protección en los foros bandas. El post-original ha sido eliminada pronto, lo que hizo que algunas personas a especular que Sony podría demandar a la banda sobre esta cuestión. Sin embargo, ninguna acción legal tiene ha tomado. Jon Foreman diría más tarde que se sentía el álbum fue "contaminado" por esto.
Un problema adicional de protección de copia se encuentra en algunos de los discos publicados por EMI. Estos discos contenidas Data Shield Cactus protección de copia. Irónicamente, algunas copias de esa versión también fueron retirados del mercado debido a la configuración de la protección de copia incorrectas, aunque fueron cambiados por otros ejemplares protegidos contra copia con la configuración correcta.

## Lista de canciones
| N.º | Título                           | Escritor(es)             | Duración |  |
| 1.  | «Lonely Nation»                  | Jon Foreman, Tim Foreman | 3:45     |  |
| 2.  | «Stars»                          | Jon Foreman              | 4:20     |  |
| 3.  | «Happy Is a Yuppie Word»         | Jon Foreman              | 4:51     |  |
| 4.  | «The Shadow Proves the Sunshine» | Jon Foreman              | 5:04     |  |
| 5.  | «Easier Than Love»               | Jon Foreman, Tim Foreman | 4:29     |  |
| 6.  | «The Blues»                      | Jon Foreman              | 5:17     |  |
| 7.  | «The Setting Sun»                | Jon Foreman              | 4:24     |  |
| 8.  | «Politicians»                    | Jon Foreman              | 3:28     |  |
| 9.  | «Golden»                         | Jon Foreman              | 3:36     |  |
| 10. | «The Fatal Wound»                | Jon Foreman              | 2:44     |  |
| 11. | «We Are One Tonight»             | Jon Foreman, Tim Foreman | 4:42     |  |
| 12. | «Daisy»                          | Jon Foreman              | 4:18     |  |

## Posiciones
| Lista (2005)             | Posición |
| ------------------------ | -------- |
| Australian Albums Chart  | 25       |
| Japanese Albums Chart    | 73       |
| New Zealand Albums Chart | 31       |
| US Billboard 200         | 3        |
| US Top Internet albums   | 1        |
| US Top Christian albums  | 1        |

| Organización          | Certificación | Ventas   |
| --------------------- | ------------- | -------- |
| Estados Unidos - RIAA | Gold          | 549 000+ |

## Personal
Switchfoot
- Jon Foreman - Voz, guitarra, coros.
- Tim Foreman - Bajo, coros.
- Chad Butler - Batería, percusión.
- Jerome Fontamillas - Guitarra, teclado, coros.